# Ruined King
Ruined King: A League of Legends Story est un jeu vidéo de rôle au tour par tour édité par Riot Games, via le label d'édition Riot Forge, et développé par Airship Syndicate, situé dans l'univers de League of Legends. Il est sorti en novembre 2021 sur Windows, Nintendo Switch, PlayStation 4 et Xbox One.

## Développement
Ruined King: A League of Legends Story est annoncé en décembre 2019. Riot Games confie son développement au studio texan Airship Syndicate dont c'est la troisième réalisation, après le jeu de rôle au tour par tour Battle Chasers: Nightwar en 2017 et le hack 'n' slash Darksiders Genesis en 2019.